# Anticuerpos antipéptidos cíclicos citrulinados

Citrulina

Los anticuerpos antipéptidos cíclicos citrulinados (anti-CCP), antipéptidos citrulinados (ACP) o antiproteínas citrulinadas (ACPA) son una clase de autoanticuerpos dirigidos contra una o más proteínas del propio individuo. Estos autoanticuerpos son frecuentemente detectados en la sangre de pacientes con artritis reumatoide. El principal epítope que reconocen estos anticuerpos es la filagrina, y existe reactividad cruzada entre estos anticuerpos y los factores antiqueratina y antiperinuclear.

## Origen y papel biológico
Muchas proteínas con función estructural, tales como la filagrina, queratina y las histonas, siguen una vía común de modificaciones postraduccionales en las que participa una enzima llamada peptidil arginina deaminasa; esta enzima actúa sobre los residuos de arginina de las proteínas eliminando el grupo amino terminal. La modificación postraduccional convierte los residuos de arginina en citrulina, lo que causa la pérdida de la carga positiva del aminoácido y como consecuencia importantes modificaciones en las interacciones del residuo con sus vecinos. Esta modificación tiene importantes consecuencias estructurales, favoreciendo la formación de filamentos.
Durante procesos inflamatorios, los residuos de arginina presentes en algunas proteínas tales como la vimentina, también pueden ser enzimáticamente convertidos en citrulina por medio de un proceso conocido como citrulinación, y, si su forma es significativamente alterada, estas proteínas pueden ser vistas como antígenos por el sistema inmune, generando por lo tanto una respuesta inmune. Las ACPAs han demostrado ser un poderoso biomarcador que permite el diagnóstico de la artritis reumatoide en etapas muy tempranas de la enfermedad.

## Historia
La presencia de autoanticuerpos dirigidos contra proteínas citrulinadas en pacientes con artritis reumatoide fue descrita por primera vez a mediados de los años 1970, mientras se investigaba la base bioquímica de la reactividad de anticuerpos contra queratina y filagrina. En el año 1998 Schellkens describe la existencia de anticuerpos anti péptidos citrulinados en pacientes con artritis reumatoidea, y un año después Van Jaarsveld demuestra la especificidad para esta enfermedad. Estudios subsecuentes demostraron que los autoanticuerpos de los pacientes con AR reaccionaban con una serie de antígenos citrulinados diferentes, entre los que se incluyen fibrinógeno, vimentina y el Antígeno Nuclear 1 des-iminado del Virus de Epstein-Barr. La vimentina es miembro de la familia de proteínas llamada filamentos intermedios. Varios ensayos para la detección de anti-CCP fueron desarrollados a lo largo de los años, primero empleando Vimentina Mutada Citrulinada (ensayo anti-MCV), péptidos derivados de la filagrina (ensayos anti-CCP), y contra péptidos virales citrulinados (anti-VCP).
En el año 2010, los análisis para la detección de antígenos citrulinados se han convertido en una parte importante de los criterios de clasificación internacional para la artritis reumatoide. En julio del año 2010 se introdujo el Criterio de Clasificación de la Artritis Reumatoide ACR/EULAR 2010. Este nuevo criterio de clasificación incluye los ensayos con anti-CCP, y sobreescribe los viejos criterios de score para la artritis reumatoide (ACR criteria of 1987).

## Significado clínico
En un estudio comparativo del año 2007, han demostrado tener una sensibilidad de entre el 69,6% y el 77,5% y una especificidad de entre el 87,5% y el 96,41%. A pesar del excelente desempeño de estos inmunoensayos, tales como por ejemplo los ensayos anti-CCP, únicamente proveen una sensibilidad comparable con la del factor reumatoide (FR). Es más, los análisis entre la correlación entre los títulos de anticuerpos anti-CCP con la actividad de la artritis reumatoide conducen a resultados contradictorios. Desafortunadamente. estos antígenos artificiales no son expresados en los tejidos afectados, y por lo tanto, probablemente no existe una correlación directa con la patogénesis de la artritis reumatoide.[cita requerida]
Sin embargo se han desarrollado nuevos ensayos que utilizan ACPAs. Un autoantígeno muy prometedor es la vimentina citrulinada, y una herramienta muy adecuada para el estudio de estas enfermedades autoinmunes sistémicas. La vimentina es secretada y citrulinada por los macrófagos en respuesta a la apoptosis, o debido a la presencia de citoquinas proinflamatorias, tales como el factor de necrosis tumoral alfa.

Se han desarrollado nuevos ELISA a partir de vimentina citrulinada genéticamente modificada (vimentina citrulinada mutada o VCM), una isoforma de vimentina natural que optimiza el desempeño de estos ensayos. Se destacan los resultados de un estudio recientemente publicado que sugieren un alto valor diagnóstico para los ensayos anti-MCV en pacientes con artritis reumatoide con anticuerpos anti-CCP negativos.
Dado que las ACPA son más específicas que el factor reumatoide, son utilizadas para distinguir entre varias causas diferentes de artritis. Los ensayos nóveles pueden ser útiles para monitorear la actividad de la enfermedad y los efectos de la terapia.

## Valores de referencia
Los Rangos de referencia para análisis sanguíneos de anticuerpos antiproteínas citrulinadas son:
| Negativo | Bajo/positivo débil | Moderadamente positivo | Alto/fuertemente positivo | Unidad |
| -------- | ------------------- | ---------------------- | ------------------------- | ------ |
| < 20     | 20 – 39             | 40 - 59                | > 60                      | EU     |